# A.R. Kane
Gli A.R. Kane sono stati un duo musicale inglese costituito da Alex Ayuli e Rudy Tambala formatosi nella zona di East London nel 1986 ed attivo fino al 1994. Secondo il critico Jason Ankeny sono stati tra i gruppi britannici maggiormente sottovalutati degli anni ottanta, precursori di sottogeneri che ebbero successo nel decennio successivo.

## Storia degli A.R. Kane
Le lettere A ed R del nome stanno per i nomi dei due componenti. Alex Ayuli e Rudi Tambalache in precedenza avevano aderito al collettivo M/A/R/R/S assieme ai membri dei Colourbox, co-firmando la hit internazionale Pump Up the Volume, ed avevano già iniziato a collaborare agli A.R. Kane già prima di lasciare il collettivo.
Già con i primi singoli When You're Sad (One Little Independent, 1986) e Lolita (4AD, 1987) e con l'EP Up Home!  (4AD, 1988), appariva chiaro l'intento della band di aprire la strada ad un approccio intellettuale alla dance music.
Il primo album del 1988 dal titolo sixty-nine fu pubblicato dalla Rough Trade e si ispirò alle atmosfere jazz di Miles Davis ed all'art-rock di Robert Wyatt.

## Discografia

### Album in studio
- 1988 - sixty-nine
- 1989 - i
- 1994 - New Clear Child